# La Châtre
La Châtre – miejscowość i gmina we Francji, w Regionie Centralnym, w departamencie Indre.
Według danych na rok 1990 gminę zamieszkiwały 4623 osoby, a gęstość zaludnienia wynosiła 763 osoby/km² (wśród 1842 gmin Regionu Centralnego La Châtre plasuje się na 71. miejscu pod względem liczby ludności, natomiast pod względem powierzchni na miejscu 1325.).